# Green Bay Packers 2014
La stagione 2014 dei Green Bay Packers è stata la 94ª della franchigia nella National Football League, la 96ª complessiva e la nona con Mike McCarthy come capo-allenatore. La squadra, alla pari con quattro altre, ebbe il miglior record della lega con 12 vittorie e 4 sconfitte, che le valsero il quarto titolo della NFC North division consecutivo. I Packers guidarono la lega in punti segnati,  486, il secondo massimo della loro storia. Fu anche la prima volta dal 2009 che la squadra ebbe un giocatore che passò 4.000 yard, uno che ne corse mille e uno che ne ricevette mille. Green Bay nel divisional round playoff batté i Cowboys ma fu sconfitta nella finale della NFC dai Seahawks malgrado l'essere stata in vantaggio per 19-7 a tre minuti dal termine. Per la seconda volta in carriera, il quarterback Aaron Rodgers fu premiato come MVP della NFL.

## Scelte nel Draft 2014
| Scelte dei Packers nel Draft 2014 |        |                   |               |                      |
| Giro                              | Scelta | Giocatore         | Ruolo         | College              |
| 1                                 | 21     | Ha Ha Clinton-Dix | Safety        | Alabama              |
| 2                                 | 53     | Davante Adams     | Wide Receiver | Fresno State         |
| 3                                 | 85     | Khyri Thornton    | Defensive End | Southern Miss        |
| 3                                 | 98     | Richard Rodgers   | Tight End     | California           |
| 4                                 | 121    | Carl Bradford     | Linebacker    | Arizona State        |
| 5                                 | 161    | Corey Linsley     | Centro        | Ohio State           |
| 5                                 | 176    | Jared Abbrederis  | Wide Receiver | Wisconsin            |
| 6                                 | 197    | Demetri Goodson   | Cornerback    | Baylor               |
| 7                                 | 236    | Jeff Janis        | Wide Receiver | Saginaw Valley State |

## Staff
| Staff dei Green Bay Packers nel 2014 |
| --- |
| Organi dirigenziali - Comitato esecutivo: Green Bay Packers Board of Directors - Presidente/CEO: Mark Murphy Capo allenatore - Mike McCarthy Altri allenatori - Assistente del capo-allenatore/Inside linebacker: Winston Moss - Coordinatore dello sviluppo e della forza: Mark Lovat - Assistente dello sviluppo e dello forza: Thadeus Jackson e Zac Woodfin - Qualità e controllo della difesa: Scott McCurley Allenatori dell'attacco - Coordinatore dell'attacco: Tom Clements - Assistente dell'attacco/Special Team: John Rushing - Quarterback: Vacante - Running Back: Alex Van Pelt - Wide Receiver: Edgar Bennett - Tight End: Jerry Fontenot - Offensive Line: James Campen - Assistente Offensive Line: Joel Hilgenberg Allenatori della difesa - Coordinatore della difesa: Dom Capers - Defensive Line: Mike Trgovac - Outside linebacker: Kevin Greene - Secondary/Cornerback: Joe Whitt Jr. - Secondary/Safeties: Darren Perry Allenatori dello special team - Coordinatore dello Special Team: Shawn Slocum - Assistente dello Special Team: Chad Morton |

## Roster
| Roster dei Green Bay Packers nel 2014 |
| --- |
| Quarterback - 10 Matt Flynn - 12 Aaron Rodgers - 16 Scott Tolzien Running Back - 26 DuJuan Harris - 30 John Kuhn FB - 27 Eddie Lacy - 44 James Starks Wide Receiver - 17 Davante Adams - 11 Jarrett Boykin - 18 Randall Cobb - 83 Jeff Janis - 87 Jordy Nelson Tight End - 86 Brandon Bostick - 80 Justin Perillo - 81 Andrew Quarless - 89 Richard Rodgers Offensive Linemen - 69 David Bakhtiari T - 75 Bryan Bulaga T - 72 Garth Gerhart C - 70 T.J. Lang G - 63 Corey Linsley C - 71 Josh Sitton G - 65 Lane Taylor G - 73 J.C. Tretter C Defensive Linemen - 93 Josh Boyd DE - 76 Mike Daniels DE - 99 Bruce Gaston DE - 98 Letroy Guion NT - 95 Datone Jones DE - 64 Mike Pennel NT Linebacker - 58 Sam Barrington ILB - 54 Carl Bradford ILB - 91 Jayrone Elliott OLB - 50 A.J. Hawk ILB - 59 Brad Jones ILB - 52 Clay Matthews III OLB - 96 Mike Neal OLB - 56 Julius Peppers OLB - 53 Nick Perry OLB Defensive Back - 32 Chris Banjo FS - 42 Morgan Burnett SS - 24 Jarrett Bush CB - 21 Ha Ha Clinton-Dix FS - 39 Demetri Goodson CB - 29 Casey Hayward CB - 31 Davon House CB - 33 Micah Hyde FS/CB - 28 Sean Richardson SS - 37 Sam Shields CB - 38 Tramon Williams CB Special Team - 2 Mason Crosby K - 61 Brett Goode LS - 8 Tim Masthay P Lista delle riserve - 84 Jared Abbrederis WR (IR) - -- Aaron Adams T (IR) - 67 Don Barclay T (IR) - 13 Kevin Dorsey WR (IR) - 57 Jamari Lattimore ILB (IR) - 55 Andy Mulumba OLB (IR) - 51 Nate Palmer OLB (IR) - 90 B. J. Raji NT (IR) - 97 Luther Robinson DE (IR) - 94 Khyri Thornton DE (IR) Squadra di allenamento - 1 Alex Gillett WR - 20 Jean Fanor SS - 40 Tay Glover-Wright CB - 49 Adrian Hubbard OLB - 74 Joe Madsen C - 34 Rajion Neal RB - 48 Joe Thomas ILB - 60 Jeremy Vujnovich T - 79 Josh Walker G - 19 Myles White WR 53 attivi, 10 inattivi, 10 nella squadra di allenamento, 0 free agent |
| Legenda - I rookie sono in corsivo. - Il primo ruolo è il principale mentre gli eventuali successivi indicano i ruoli secondari. - (IR) sta per Injured Reserve ed indica la lista ristretta per un solo giocatore infortunato che può tornare ad allenarsi dopo la settimana 6 e a rientrare in prima squadra dopo che questa ha giocato 8 partite. - (NF-Inj.) / (NF-Ill.) stanno rispettivamente per Non-Football Injured e Non-Football Illness ed indicano le liste dove viene inserito un giocatore che ha un infortunio o una malattia non dipendente dal football americano. - (PUP) sta per Physically Unable to Perform ed indica la lista dove viene inserito un giocatore mentre è in attesa di recuperare la condizione fisica. Nella stagione regolare dopo la sesta partita giocata dalla propria squadra, il giocatore ha tempo tre settimane per riprendere ad allenarsi, più tre settimane aggiuntive dal suo rientro agli allenamenti per rientrare in prima squadra. |

## Calendario

### Stagione regolare
| Turno | Data               | Avversario              | Risultato          | Record             | Stadio                  | Tabellino          |                    |
| ----- | ------------------ | ----------------------- | ------------------ | ------------------ | ----------------------- | ------------------ | ------------------ |
| 1     | 4/9                | at Seattle Seahawks     | S 16–36            | 0–1                | CenturyLink Field       | Recap              |                    |
| 2     | 14/9               | New York Jets           | V 31–24            | 1–1                | Lambeau Field           | Recap              |                    |
| 3     | 21/9               | at Detroit Lions        | S 7–19             | 1–2                | Ford Field              | Recap              |                    |
| 4     | 28/9               | at Chicago Bears        | V 38–17            | 2–2                | Soldier Field           | Recap              |                    |
| 5     | 2/10               | Minnesota Vikings       | V 42–10            | 3–2                | Lambeau Field           | Recap              |                    |
| 6     | 12/10              | at Miami Dolphins       | V 27–24            | 4–2                | Sun Life Stadium        | Recap              |                    |
| 7     | 19/10              | Carolina Panthers       | V 38–17            | 5–2                | Lambeau Field           | Recap              |                    |
| 8     | 26/10              | at New Orleans Saints   | S 23–44            | 5–3                | Mercedes-Benz Superdome | Recap              |                    |
| 9     | Settimana di pausa | Settimana di pausa      | Settimana di pausa | Settimana di pausa | Settimana di pausa      | Settimana di pausa | Settimana di pausa |
| 10    | 9/11               | Chicago Bears           | V 55–14            | 6–3                | Lambeau Field           | Recap              |                    |
| 11    | 16/11              | Philadelphia Eagles     | V 53–20            | 7–3                | Lambeau Field           | Recap              |                    |
| 12    | 23/11              | at Minnesota Vikings    | V 24–21            | 8–3                | TCF Bank Stadium        | Recap              |                    |
| 13    | 30/11              | New England Patriots    | V 26–21            | 9–3                | Lambeau Field           | Recap              |                    |
| 14    | 8/12               | Atlanta Falcons         | V 43–37            | 10–3               | Lambeau Field           | Recap              |                    |
| 15    | 14/12              | at Buffalo Bills        | S 13–21            | 10–4               | Ralph Wilson Stadium    | Recap              |                    |
| 16    | 21/12              | at Tampa Bay Buccaneers | V 20–3             | 11–4               | Raymond James Stadium   | Recap              |                    |
| 17    | 28/12              | Detroit Lions           | V 30–20            | 12–4               | Lambeau Field           | Recap              |                    |

Note: Gli avversari della propria division sono in grassetto.

### Playoff
| Turno      | Data                                      | Avversario                                | Risultato                                 | Record                                    | Stadio                                    | Tabellino                                 |
| ---------- | ----------------------------------------- | ----------------------------------------- | ----------------------------------------- | ----------------------------------------- | ----------------------------------------- | ----------------------------------------- |
| Wild Card  | Qualificati direttamente al secondo turno | Qualificati direttamente al secondo turno | Qualificati direttamente al secondo turno | Qualificati direttamente al secondo turno | Qualificati direttamente al secondo turno | Qualificati direttamente al secondo turno |
| Divisional | January 11, 2015                          | Dallas Cowboys (3)                        | V 26–21                                   | 1–0                                       | Lambeau Field                             | Recap                                     |
| Conference | January 18, 2015                          | at Seattle Seahawks (1)                   | S 22–28 (DTS)                             | 1–1                                       | CenturyLink Field                         | Recap                                     |

## Classifiche
| Classifica della NFC North Division 2014 | Classifica della NFC North Division 2014 | Classifica della NFC North Division 2014 | Classifica della NFC North Division 2014 | Classifica della NFC North Division 2014 | Classifica della NFC North Division 2014 | Classifica della NFC North Division 2014 | Classifica della NFC North Division 2014 | Classifica della NFC North Division 2014 | Classifica della NFC North Division 2014 | Classifica della NFC North Division 2014 | Classifica della NFC North Division 2014 | Classifica della NFC North Division 2014 | Classifica della NFC North Division 2014 | Classifica della NFC North Division 2014 | Classifica della NFC North Division 2014 | Classifica della NFC North Division 2014 | Classifica della NFC North Division 2014 |
|                                          | V                                        | P                                        | N                                        | PCT                                      | DIV                                      | DIV PCT                                  | CONF                                     | CONF PCT                                 | NON CONF                                 | C                                        | T                                        | PR                                       | PS                                       | DP                                       | TD                                       | STR                                      | PO                                       |
| ---------------------------------------- | ---------------------------------------- | ---------------------------------------- | ---------------------------------------- | ---------------------------------------- | ---------------------------------------- | ---------------------------------------- | ---------------------------------------- | ---------------------------------------- | ---------------------------------------- | ---------------------------------------- | ---------------------------------------- | ---------------------------------------- | ---------------------------------------- | ---------------------------------------- | ---------------------------------------- | ---------------------------------------- | ---------------------------------------- |
| Green Bay Packers                        | 12                                       | 4                                        | 0                                        | 75%                                      | 5-1                                      | 83,3%                                    | 9-3                                      | 75%                                      | 3-1                                      | 8-0                                      | 4-4                                      | 486                                      | 348                                      | 138                                      | 58                                       | V-2                                      | Div                                      |
| Detroit Lions                            | 11                                       | 5                                        | 0                                        | 68,8%                                    | 5-1                                      | 83,3%                                    | 9-3                                      | 75%                                      | 2-2                                      | 7-1                                      | 4-4                                      | 321                                      | 282                                      | 39                                       | 35                                       | P-1                                      | WC                                       |
| Minnesota Vikings                        | 7                                        | 9                                        | 0                                        | 43,8%                                    | 1-5                                      | 16,7%                                    | 6-6                                      | 50%                                      | 1-3                                      | 5-3                                      | 2-6                                      | 325                                      | 343                                      | -18                                      | 35                                       | V-1                                      |                                          |
| Chicago Bears                            | 5                                        | 11                                       | 0                                        | 31,3%                                    | 1-5                                      | 16,7%                                    | 4-8                                      | 33,3%                                    | 1-3                                      | 2-6                                      | 3-5                                      | 319                                      | 442                                      | -123                                     | 40                                       | P-5                                      |                                          |

| NFC                                                      | NFC                   | NFC      | NFC | NFC | NFC | NFC   | NFC | NFC  | NFC | NFC | NFC  | NFC |
| #                                                        | Squadra               | Division | V   | S   | P   | %     | DIV | CONF | PF  | PS  | D    | STR |
| -------------------------------------------------------- | --------------------- | -------- | --- | --- | --- | ----- | --- | ---- | --- | --- | ---- | --- |
| Vincitori delle division                                 |                       |          |     |     |     |       |     |      |     |     |      |     |
| 1                                                        | * – Seattle Seahawks  | West     | 12  | 4   | 0   | 75%   | 5–1 | 10–2 | 394 | 254 | 140  | V6  |
| 2                                                        | z – Green Bay Packers | North    | 12  | 4   | 0   | 75%   | 5–1 | 9–3  | 486 | 348 | 138  | V2  |
| 3                                                        | y – Dallas Cowboys    | East     | 12  | 4   | 0   | 75%   | 4–2 | 8–4  | 467 | 352 | 115  | V4  |
| 4                                                        | y − Carolina Panthers | South    | 7   | 8   | 1   | 46,9% | 4–2 | 6–6  | 339 | 374 | –25  | V4  |
| Wild Card                                                |                       |          |     |     |     |       |     |      |     |     |      |     |
| 5                                                        | w – Arizona Cardinals | West     | 11  | 5   | 0   | 68,8% | 3–3 | 8–4  | 310 | 299 | 11   | S2  |
| 6                                                        | w – Detroit Lions     | North    | 11  | 5   | 0   | 68,8% | 5–1 | 9–3  | 301 | 268 | 33   | S1  |
| Non qualificate per i playoff                            |                       |          |     |     |     |       |     |      |     |     |      |     |
| 7                                                        | Philadelphia Eagles   | East     | 10  | 6   | 0   | 60%   | 4–2 | 6–6  | 474 | 400 | 74   | V1  |
| 8                                                        | San Francisco 49ers   | West     | 8   | 8   | 0   | 50%   | 2–4 | 7–5  | 306 | 340 | –34  | V1  |
| 9                                                        | New Orleans Saints    | South    | 7   | 9   | 0   | 43,8% | 3–3 | 6–6  | 401 | 424 | –23  | V1  |
| 10                                                       | Minnesota Vikings     | North    | 7   | 9   | 0   | 43,8% | 1–5 | 6–6  | 325 | 343 | –18  | V1  |
| 11                                                       | New York Giants       | East     | 6   | 10  | 0   | 37,5% | 2–4 | 4–8  | 380 | 400 | –20  | S1  |
| 12                                                       | Atlanta Falcons       | South    | 6   | 10  | 0   | 37,5% | 5–1 | 6–6  | 381 | 417 | –36  | L1  |
| 13                                                       | St. Louis Rams        | West     | 6   | 10  | 0   | 37,5% | 2–4 | 4–8  | 324 | 354 | –30  | S3  |
| 14                                                       | Chicago Bears         | North    | 5   | 11  | 0   | 31,3% | 1–5 | 4–8  | 319 | 442 | –123 | S5  |
| 15                                                       | Washington Redskins   | East     | 4   | 12  | 0   | 25%   | 2–4 | 2–10 | 301 | 438 | –137 | L1  |
| 16                                                       | Tampa Bay Buccaneers  | South    | 2   | 14  | 0   | 12,5% | 0–6 | 1–11 | 277 | 410 | –133 | L6  |
| Legenda                                                  |                       |          |     |     |     |       |     |      |     |     |      |     |
| w — Qualificata ai playoff come wild card                |                       |          |     |     |     |       |     |      |     |     |      |     |
| x — Qualificata ai playoff                               |                       |          |     |     |     |       |     |      |     |     |      |     |
| y — Vincitrice della division                            |                       |          |     |     |     |       |     |      |     |     |      |     |
| z — Qualificata direttamente al secondo turno di playoff |                       |          |     |     |     |       |     |      |     |     |      |     |
| * — Vantaggio del fattore campo nei playoff              |                       |          |     |     |     |       |     |      |     |     |      |     |

## Premi
- Aaron Rodgers:

MVP della NFL